# 鴋澤歩
鴋澤 歩（ばんざわ あゆむ、1966年4月9日 - ）は、日本の経済史・経営史研究者。専攻は、近現代ドイツ経済史・経営史。大阪大学大学院経済学研究科教授。博士（経済学）（大阪大学）。19世紀－20世紀ドイツ語圏の鉄道業を主要な研究対象とする。

## 人物
1966年、大阪府大阪市に生まれる。青少年期にはドイツ文学やドイツ音楽に興味をもち、大学学部生時は「ドイツ文化研究会」に参加していた。竹岡敬温大阪大学教授(フランス経済史）に師事。大阪大学大学院経済学研究科在学中、「ベルリンの壁」崩壊のニュースに接し、翌年はじめてドイツに旅行、解体直前の旧東独地域もみる。その後、工業化期ドイツにおける鉄道業の展開を中心に研究している。学会として、社会経済史学会、経営史学会、鉄道史学会、企業家研究フォーラム等に所属。大のSF、マンガ好きで、共編著(『ドイツ現代史探訪』）の表紙イラストは漫画家の有馬啓太郎に依頼。。

## 経歴
- 1985年 - 大阪星光学院高校卒業
- 1989年 - 大阪大学経済学部卒業
- 1991年 - 大阪大学大学院経済学研究科博士後期課程中退
- 1991年 - 大阪大学経済学部助手
- 1992年 - 滋賀大学経済学部助手
- 1995年 - 大阪大学経済学部専任講師
- 1995年 - ベルリン自由大学比較社会史研究所客員研究員
- 1996年 - 在ベルリン日本国総領事館専門調査員(－98年まで）
- 2001年 - 大阪大学大学院経済学研究科助教授
- 2010年 - 大阪大学大学院経済学研究科教授

## 著書

### 単著
- 『ドイツ工業化における鉄道業』（有斐閣，2006年） 第50回日経・経済図書文化賞
- 『鉄道人とナチス ードイツ国鉄総裁ユリウス・ドルプミュラーの二十世紀』(国書刊行会，2018年) 第44回交通図書賞（第3部、歴史部門）、第10回鉄道史学会住田奨励賞(図書の部）
- 『鉄道のドイツ史』中公新書，2020年
- 『ふたつのドイツ国鉄』NTT出版、2021年

### 共編著
- （奥西孝至、堀田隆司、山本千映）『西洋経済史』（有斐閣，2010年）
- （山根徹也、奥波一秀、北島瑞穂、田中ひかる、宗像せぴ）『ドイツ現代史探訪 －社会・政治・経済ー』(大阪大学出版会、2011年）
- (沢井実）The Development of Railway Technology in East Asia in Comparative Perspective, Springer Nature 2017.

他

## 翻訳
- (猪木武徳、山本貴之）ピーター・テミン（Peter Temin)『大恐慌の教訓（Lessons from the Great Depression)』(東洋経済新報社、1994年）

他

## 受賞
- 経営史学会賞(2006年）[6]

- 日経・経済図書文化賞（2007年）[7]

- 大阪大学研究・教育功績賞（2007年）
- 交通図書賞（第3部、歴史部門）（2019年）[8]
- 鉄道史学会住田奨励賞(図書の部）(2019年）[9]